# بولارس
بولارس دهستانی در استان آبیلای اسپانیا است.
در این دهستان ۱۰۹ نفر زندگی می‌کنند. مساحت این دهستان ۳۰٫۶۲ کیلومتر مربع است.